# Center Point (Alabama)
Center Point è un comune degli Stati Uniti d'America situato nella contea di Jefferson dello Stato dell'Alabama. È un sobborgo nord-orientale di Birmingham.
Lo status di city è stato riconosciuto nel 2002. In precedenza Center Point era un census-designated place avente confini un po' più ampi (20,9 km²), tanto è vero che il censimento del 2000 gli attribuiva 22 784 abitanti.